# Jih proti Severu
Jih proti Severu (anglicky Gone with the Wind) je román Margaret Mitchellové, odehrávající se na jihu Spojených států v době americké občanské války (1861–65) a několik let poté.
Autorka začala psát, když kvůli zranění kotníku nemohla pracovat a její muž John jí poradil, aby se místo čtení pokusila napsat knihu. Na jeho radu vytvořila dílo, které se svého času stalo po Bibli nejprodávanější knihou světa. Román psala 10 let, dokončila jej v roce 1936; roku 1937 za něj získala Pulitzerovu cenu.

## Tvorba knihy
Autorka vyrůstala v Atlantě, kde se často dostávala do kontaktu s příběhy z americké občanské války. Ve svých vzpomínkách o tom píše: „...věděla jsem o válce všechno. Jediné, co jsem nevěděla, bylo, že Jih válku prohrál.“ Ve své tvorbě si předkládané informace ověřovala z více zdrojů.
Původně zamýšlený název byl, podle hesla hlavní hrdinky, „Zítra je také den!”. Protože však v té době vyšlo několik románů, jejichž název začínal slovem „zítra”, hledala autorka jinou variantu. Nakonec zvolila verš básně anglického dekadentního básníka Ernesta Dowsona, z nějž odvodila titul Odváto větrem. Autorka o volbě titulu knihy v dopise nakladateli píše: „...je v něm pohyb, lze ho vztáhnout na dobu, která je pryč jako loňské sněhy, na věc, kterou odvála vichřice války...”. Do češtiny byl ale roku 1938 poprvé přeložen Jarmilou Fastrovou pod názvem Jih proti Severu.

## Film
„Upřímně, miláčku, je mi to fuk,“ tak zní slavná věta ze stejnojmenného filmu v podání Clarka Gablea, alias Rhetta Butlera.
Filmová práva na Jih proti severu zakoupil producent David O. Selznick už v době, kdy román vyšel. Pak nastalo dlouhé období hledání hlavní představitelky (Scarlett O'Harové), kdy konkurzem prošly stovky adeptek, včetně nejznámějších hereček. Natáčení filmu začalo v zimě roku 1938 a v té době ještě producent neměl hlavní hrdinku! Tu objevil až při natáčení prvních scén, na něž se přijela podívat anglická herečka Vivien Leighová. Selznickovi padla do oka a tak natruc celé Americe vytvořila nejžádanější filmovou postavu dosud neznámá Angličanka. Ve filmu jí skvěle sekunduje Clark Gable a mnoho dalších herců a hereček. Režie se ujal nejprve George Cukor a následně Victor Fleming.
Natáčení trvalo téměř rok a světová premiéra proběhla v Atlantě v prosinci roku 1939. Film získal 8 Oscarů a k nim dvě zvláštní ocenění.

Televizní stanice HBO v roce 2020 odstranilo ze své platformy streamovaného videa drama Jih proti Severu kvůli způsobu vyobrazení rasismu. Později jej vrátilo s vysvětlujícím kontextem.
První premiéra tohoto filmu proběhla v Československu v roce 1992.[zdroj⁠?!]